# Tondabayashi
Tondabayashi (jap. 富田林市 Tondabayashi-shi) – miasto w Japonii, na wyspie Honsiu, w prefekturze Osaka.

## Położenie
Miasto leży w południowej części prefektury Osaka. Graniczy z:
- Sakai
- Kawachinagano
- Osakasayama
- Habikino

## Historia
Miasto ortrzymało prawa miejskie 1 kwietnia 1950 roku.

## Przemysł
W mieście rozwinął się przemysł włókienniczy oraz maszynowy.

## Miasta partnerskie
- Stany Zjednoczone: Bethlehem
- Chiny: Pengzhou